# Dame von Kelsterbach
Dame von Kelsterbach ist die Bezeichnung für ein Schädeldach, das 1952 in der Kiesgrube Willersinn-Mönchwaldsee im hessischen Kelsterbach auf einer Main-Terrasse entdeckt und als fossiler Überrest einer Frau interpretiert wurde. Mit einer heute umstrittenen Radiokohlenstoffdatierung von 31.200 ± 600 BP (entspricht bei Kalibrierung einem Kalenderalter von mindestens 34.000 v. Chr.) galt der Schädel einige Jahre lang als ältester Beleg des Cro-Magnon-Menschen, des frühesten anatomisch modernen Menschen (Homo sapiens) in Europa.
Heute ist der etwa 40.500 Jahre alte Schädel Oasis 2 aus der Peștera cu Oase (dt.: „Knochenhöhle“, Rumänien) der älteste erhaltene Schädel eines Homo sapiens in Europa. Noch ältere Schädelreste stammen aus der Batscho-Kiro-Höhle in Bulgarien.

## Der Fund

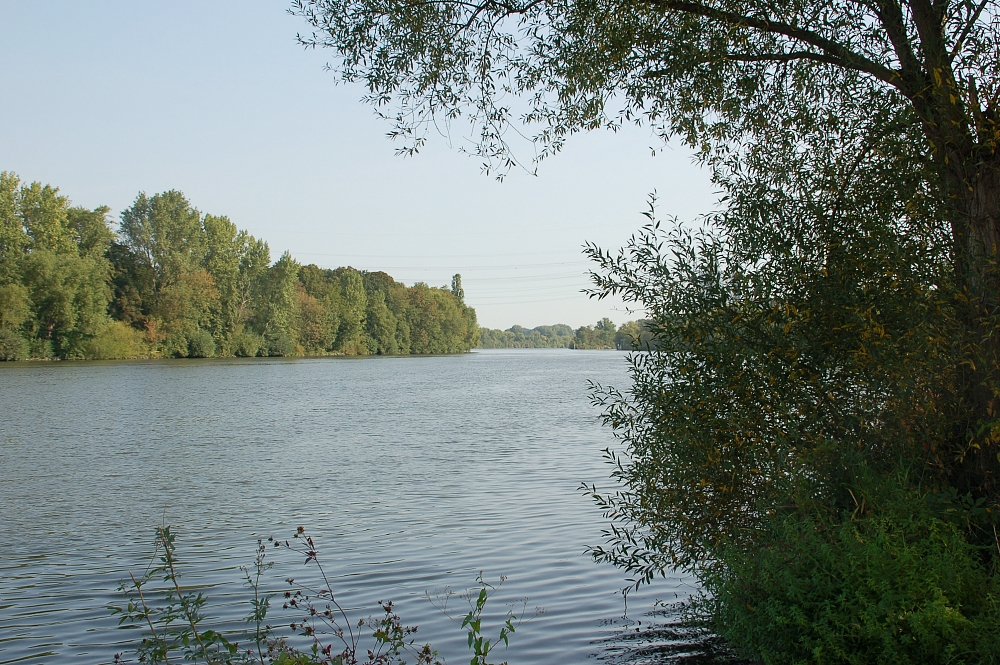
Mainufer bei Kelsterbach

Bei der Fundschicht handelt es sich um die so genannte t(6)-Terrasse des Mains, eine lokale Bezeichnung für die „Obere Niederterrasse“ (die Terrasse der oberen Weichseleiszeit) des Flusses. Die Fundstelle befand sich am Nordwestufer der Kiesgrube. Die Lage des Fundes im Fluss-Kies lässt darauf schließen, dass das Schädelfragment zusammen mit dem Kies durch den Fluss angetrieben wurde, also relativ zufällig dort zu liegen kam, wo es gefunden wurde. Die Fundstelle wies zwar eine Reihe von Begleitfunden auf, für die jedoch das Gleiche gilt. Befunde wurden nicht beobachtet oder nicht aufgezeichnet, der archäologische Befundkontext ist also extrem spärlich.
Es soll ein zweiter eiszeitlicher Schädelfund, 'Kelsterbach-2', am Mönchwaldsee vorliegen.

### Altersbestimmung
Die eingangs erwähnte 14C-Datierung des Fundes erfolgte durch den Anthropologen Reiner Protsch, der im Jahre 2009 wegen diverser Fälschungsdelikte rechtskräftig verurteilt wurde. Die Datierung von Protsch muss heute als wertlos betrachtet werden, da das Labor in den 70er Jahren nicht betriebsbereit war. Dennoch kann der Schichtzusammenhang – die so genannte t(6)-Terrasse des Mains – möglicherweise ein pleistozänes Alter anzeigen. Zusätzlich gibt es zwei 14C-Daten durch Clemens Rainer Berger vom UCLA Radiocarbon Laboratory (Universität Los Angeles): Mit der Labornummer UCLA-2361 wurde nach Berger und Protsch eine Aminosäurenprobe des Kelsterbach-Schädels ein zweites Mal datiert, und zwar auf 29.000 ± 1525 BP, während ein Mammutknochen aus einer Schicht unmittelbar oberhalb des Schädel-Fundortes auf 23.675 ± 869 BP (UCLA-2359) datiert wurde. Im selben UCLA Radiocarbon Laboratory wurden zwei weitere in Deutschland gefundene Schädel datiert: der Fund von Paderborn-Sande auf 25.650 ± 1300 BP (UCLA-2360) und der vermeintliche „Neandertal-Cro-Magnon-Hybride“ Schädel von Hahnöfersand auf 33.200 ± 2990 BP (UCLA-2363). Beide Schädel sind aber – durch Neudatierungen belegt – holozänen Alters und trugen maßgeblich zur Aufklärung der Verfehlungen von R. Protsch bei. Die erheblichen Abweichungen letztgenannter Schädeldatierungen von der Realität zeigen, dass die beiden Kelsterbach-Daten aus dem UCLA – da unter Beteiligung von Protsch zustande gekommen – nicht als Beleg zur Stützung der Frankfurter Datierung Fra-5 dienen können.
Der ehemalige Leiter des 14C-Labors der Universität zu Köln, Bernhard Weninger, der zuvor an der Universität Frankfurt bei R. Protsch arbeitete, wies bezüglich der Bewertung der Frankfurter Datierung darauf hin, dass er erst 1981 Eichparameter zur Durchführung realistischer 14C-Daten erstellt hat. Bis dahin sei das Protsch-Labor ein „Potemkinsches Dorf“ gewesen, so Weninger im Spiegel. Demzufolge ist die Frankfurter Datierung von 1978 wissenschaftlich wertlos.

### Heutige Bewertung
Seit Bekanntwerden zahlreicher Falschdatierungen anthropologischer Funde durch Protsch und der Einleitung staatsanwaltschaftlicher Ermittlungen gegen ihn im Jahr 2004 ist der Schädel der Dame von Kelsterbach neben anderen „Fossilien“ unauffindbar. Auch deshalb wird die Datierung angezweifelt. Die Universität Frankfurt am Main schließt einen Diebstahl durch Institutsangehörige nicht aus, da nach Protschs Suspendierung noch mehrere Nachschlüssel im Umlauf waren. Die Publikation von Fotos eines anderen Schädelfragments, das im selben Schrank wie die Dame von Kelsterbach aufbewahrt wurde, veranlasste die Universität Frankfurt erneut zur Prüfung rechtlicher Schritte gegen Protsch.
Der Frankfurter Geologe Arno Semmel bekräftigte 2009 die Zuverlässigkeit der mit ihm als Co-Autor publizierten Alterseinstufung von 1978; die Datierung stimme mit den quartärgeologischen Befunden der Kiesgrube überein. Auch der Frankfurter Paläoanthropologe Friedemann Schrenk schließt die Alterseinstufung von etwa 30.000 Jahren nicht aus, hält es aber für müßig, zu spekulieren, solange das Fossil verschwunden sei.
Gegen die Bewertung des Kelsterbach-Schädels als eiszeitliches Fossil kann vorgebracht werden, dass Funde in Flusskiesen nicht zwangsläufig stratifiziert sein müssen, da wiederholte Umlagerungsprozesse zur Durchmischung solcher Terrassenschotter führen können. Daher ist aus der Nähe der Mammutknochen allein keine Aussage abzuleiten und nur eine neue AMS-Direktdatierung des Schädels könnte den Sachverhalt klären.

## Belege
1. ↑  Die Datierung trägt die Labornummer des Frankfurter 14C-Labors Fra-5
2. ↑  Reiner Protsch, Arno Semmel: Zur Chronologie des Kelsterbach-Hominiden, des ältesten Vertreters des Homo sapiens sapiens in Europa. (Memento vom 9. März 2014 im Internet Archive) In: Eiszeitalter und Gegenwart. Band 28, 1978, S. 200–210. doi:10.3285/eg.28.1.19.
3. 1 2 3  Martin Street, Thomas Terberger und Jörg Orschiedt: A critical review of the German Paleolithic hominin record. In: Journal of Human Evolution. Band 51,  Nr. 6, 2006, S. 551–579, doi:10.1016/j.jhevol.2006.04.014; Volltext (PDF), S. 71. (Memento vom 23. Februar 2014 im Internet Archive)
4. ↑  Erik Trinkaus et al.: An early modern human from the Peștera cu Oase, Romania. In: PNAS. Band 100, Nr. 20, 2003, S. 11231–11236, doi:10.1073/pnas.2035108100. – 34.000 bis 36.000 „14C-Jahre“ entsprechen ungefähr 40.500 Kalenderjahren.
5. ↑  Erik Trinkaus et al.: Early modern human cranial remains from the Petera cu Oase, Romania. In: Journal of Human Evolution. Band 45, Nr. 3, 2003, S. 245–253, doi:10.1016/j.jhevol.2003.08.003.
6. ↑  Helen Fewlass et al.: A 14C chronology for the Middle to Upper Palaeolithic transition at Bacho Kiro Cave, Bulgaria. In: Nature Ecology and Evolution. Band 4, 2020, S. 794–801, doi:10.1038/s41559-020-1136-3.
7. ↑  Protsch/Semmel (1978) berichten über einen Mammutmolar. R. Protsch, A. Semmel: Zur Chronologie des Kelsterbach-Hominiden, des ältesten Vertreters des Homo sapiens sapiens in Europa. (Memento vom 9. März 2014 im Internet Archive) In: Eiszeitalter und Gegenwart. Band 28, 1978, S. 200–210. doi:10.3285/eg.28.1.19
8. ↑  Reiner Protsch, Axel von Berg: New Upper Paleolithic Finds of Neanderthal and H. Sapiens Sapiens From the Provinces of Rheinland-Palatinate and Hessia, Germany. In: Hubert Maver, Pavao Rudan (Hrsg.): Collegium Antropologicum. 13th Congress of the European Anthropological Association, Zagreb, August, 2002. Coands, Band, Supplement, 2002, S. 162 f. (Als Volltext-PDF im Web auffindbar unter dem Dateinamen hrcak.srce.hr/file/44417.)
9. 1 2 3  spiegel.de vom 11. Oktober 2004: Uni Frankfurt: Anthropologe ein Hochstapler? Online-Version aus Der Spiegel Heft 42/2004
10. ↑  Reiner R. R. Protsch: Radiocarbon Dating of Bones. In: Michael R. Zimmerman, J. Lawrence Angel (Hrsg.): Dating and Age Determination of Biological Materials. Croom Helm Ltd., Beckenham 1986, S. 29, ISBN 0-7099-0470-3, Textauszüge bei Google Books.
11. 1 2  Rainer Berger, Reiner Protsch: UCLA RADIOCARBON DATES XI. Radiocarbon, Vol. 31, No. 1, 1989, S. 55–67 (PDF online; 1,1 MB)
12. ↑  Henke, W., Protsch, R.: Die Paderborner Calvaria: ein diluvialer Homo sapiens. In: Anthropologischer Anzeiger. Band 36, 1978, S. 85–108.
13. ↑  Günter Bräuer: Die morphologischen Affinitäten des jungpleistozänen Stirnbeins aus dem Elbmündungsgebiet bei Hahnöfersand. Zeitschr. für Morphologie und Anthropologie 71, 1980, S. 1–42
14. ↑  T. Terberger, M. Street, G. Bräuer: 2001. Der menschliche Schädelrest aus der Elbe bei Hahnöfersand und seine Bedeutung für die Steinzeit Norddeutschlands. Archäologisches Korrespondenzblatt 31, S. 521–526
15. ↑  hr-online.de vom 19. Oktober 2009: Wissenschafts-Krimi – „Alte Dame“ aus Rache geklaut? von Volker Siefert. (Webseite inzwischen nicht mehr verfügbar)
16. ↑  hr-online.de vom 25. Januar 2010: Hat Schädel-Fälscher alte Dame doch? von Volker Siefert. (Webseite inzwischen nicht mehr verfügbar.)
17. ↑  Arno Semmel und Frank Wolf: Kein Zweifel am Alter der Dame von Kelsterbach. 19. November 2009.
18. ↑  Rhein-Main-Zeitung der FAZ Nr. 57 vom 9. März 2010, S. 40: „Das Kabinett des Professor Seltsam“.